# Otto von Dungern
Otto Karl Ludwig Freiherr von Dungern (* 14. Oktober 1875 in Neuwied; † 4. Oktober 1967 in Graz) war ein deutsch-österreichischer Jurist und Rechtshistoriker.

## Leben
Dungern, Sohn von Max von Dungern und Enkel des Nassauer Staatsministers Emil August von Dungern und des westfälischen Verwaltungsreformers Ludwig von Vincke, studierte ab 1894 in Edinburgh, Genf, München, Leipzig und Berlin. 1899 wurde er in Erlangen zum Dr. jur. promoviert.
Nach Tätigkeiten als Referendar und Rechtsassessor habilitierte er sich 1908. 1911 wurde er außerordentlicher Professor für Verwaltungslehre und österreichische Staats- und Verwaltungsrecht sowie Völkerrecht und deutsche Rechtsgeschichte an der Universität Czernowitz. Nach dem Beginn des Ersten Weltkriegs 1914 war er zunächst im diplomatischen Dienst, bevor er schließlich 1916 ordentlicher Professor für Staats- und Verwaltungsrecht an der Universität Graz wurde, was er bis zu seiner Emeritierung 1941 blieb.
Von 1920 bis 1923 war er Abgeordneter für die Großdeutsche Volkspartei im Steiermärkischen Landtag.
Eines seiner hauptsächlichen Arbeitsgebiete war die deutsche Rechts- und Verfassungsgeschichte, wo er sich vor allem mit Fragen von Genealogie und Adel befasste.
Dungern war Ehrenmitglied der Heraldisch-Genealogischen Gesellschaft „Adler“ (Wien) und Inhaber der Johann-Christoph-Gatterer-Medaille 1956 in Silber.
Verheiratet war Dungern mit Helene geb. Weithase. Sie hatten einen Sohn und eine Tochter.

## Schriften (Auswahl)
- Der Herrenstand im Mittelalter. Eine sozialpolitische und rechtsgeschichtliche Untersuchung. Band 1[2]. Vogt, Papiermühle 1908.
- Thronfolgerecht und Blutsverwandtschaft der Deutschen Kaiser seit Karl dem Großen (= Roland, Verein zur Förderung der Stamm-, Wappen- und Siegelkunde. Jahresgabe. 1910/1911, ZDB-ID 1368566-1). Vogt, Papiermühle 1910.
- Staat und Volk durch die Jahrhunderte. Leykam, Graz 1911.
- Das Staatsrecht Egyptens. Leykam, Graz 1911.
- Balkan-Probleme (= Flugschrift des Vereins Deutsche Wacht. 2, ZDB-ID 1033154-2). Kellerer, München 1917.
- Mutterstämme. Neue Wege für Vererbungs- und Familienforschung. Leuschner & Lubensky, Graz 1924.
- Adelsherrschaft im Mittelalter. Lehmann, München 1927.
- Kamillo Trotter. Bahnbrecher einer neuen deutschen Verfassungsgeschichte (= Schriften des Bayerischen Landesvereins für Familienkunde e.V. 14, ZDB-ID 1185990-8). Lassleben, München u. a. 1941.